# Henry Hallett Dale
Henry Hallett Dale OM OBE FRS, (Londen, 9 juni 1875 – Cambridge, 23 juli 1968) was een neurowetenschapper uit Engeland. Voor zijn studie naar acetylcholine als betrokkene bij de chemische overdracht van zenuwprikkels deelde hij in 1936 de Nobelprijs voor Fysiologie of Geneeskunde met Otto Loewi.

## Biografie
Dale was de tweede zoon van zeven kinderen van Charles James Dale (1842-1901), een zakenman in Londen, en Frances Ann Hallett. Hij ging na het Tollington Park College naar The Leys School in Cambridge en begon in 1894 op het Trinity College bij de Universiteit van Cambridge en werkte daar onder leiding van de fysioloog Langley.
Dale verliet in 1900 Cambridge om werkervaring op te doen aan het St. Bartholomew's Hospital in Londen. Hij ontving zijn Bachelor of Arts in 1903 en doctersbul in 1909, deed gedurende deze periode van 1902 tot 1904 onderzoek bij University College London, samen met Ernest Starling en William Bayliss, kreeg een paar maanden in 1903 in Frankfurt am Main college van Paul Ehrlich en werd in 1909 arts. Hij ontmoette toen hij aan het University College London werkte Otto Loewi.
Dale werd in 1932 geridderd en kreeg in 1937 de Copley Medal van de Royal Society, het Britse wetenschappelijke genootschap waarvan hij secretaris (1925-35) en president (1940-45) was geweest. Hij werd in 1944 onderscheiden met de Order of Merit.
Hij trouwde met zijn nicht Ellen Harriette Hallett en zij kregen samen een zoon en twee dochters. Zijn oudste dochter, Alison Sarah, zou later in het huwelijk treden met Nobellaureaat Alexander Todd. Dale overleed op 93-jarige leeftijd.

## Onderzoek
Dale isoleerde in 1910 samen met George Barger als eersten histamine uit moederkoorn, Claviceps purpurea, een schimmel die op planten groeit. Histamine speelt een rol bij immuunreacties, het zorgt ervoor dat haarvaten wijder worden zodat witte bloedcellen er gemakkelijker doorheen kunnen om binnendringers te bestrijden. Dale concludeerde dat deze stikstofhoudende stof een rol speelt bij het ontstaan van allergische en anafylactische reacties.
Hoewel Dale en zijn collega's acetylcholine al in 1914 identificeerden als een mogelijke neurotransmitter toonde Loewi de betekenis ervan voor het zenuwstelsel aan.
Dale was in de jaren 1940 verwikkeld in het debat over het karakter van de signalen in de synaps. Dale en anderen geloofden dat de actiepotentiaal chemisch ging, terwijl John Eccles en anderen dachten het elektrisch ging. Het bleek later dat de meeste signalen toch chemisch werden overgebracht, maar dat er sommige zijn die elektrisch zijn.
Dale verzon ook de indeling van zenuwcellen naar de aard neurotransmitter die ze gebruiken. Zodoende worden zenuwcellen die noradrenaline gebruiken noradrenerg genoemd, neuronen die gamma-aminoboterzuur maken GABA-erg, enzovoort. Deze indeling is gekoppeld aan Dale's principe, dat zegt dat iedere zenuwceln maar een soort neurotransmitter afscheidt. dat bleek verkeerd. Verschillende zenuwcellen scheiden behalve 
aminozuren of amines ook neuropeptides af.

## Websites
- Nobel Foundation. Sir Henry Dale - Biography.
- RME Sabbatini. Neurons and synapses The history of its discovery, 2004. gearchiveerd 12 oktober 2007.
- Nobel Lectures, Physiology or Medicine 1922-1941, 1965.

1901: Behring · 
1902: Ross · 
1903: Finsen · 
1904: Pavlov · 
1905: Koch · 
1906: Golgi, Ramón y Cajal · 
1907: Laveran · 
1908: Mechnikov, Ehrlich · 
1909: Kocher · 
1910: Kossel · 
1911: Gullstrand · 
1912: Carrel · 
1913: Richet ·
1914: Bárány · 
1919: Bordet · 
1920: Krogh · 
1922: Hill, Meyerhof · 
1923: Banting, Macleod · 
1924: Einthoven ·
1926: Fibiger · 
1927: Wagner-Jauregg · 
1928: Nicolle · 
1929: Eijkman, Hopkins · 
1930: Landsteiner · 
1931: Warburg · 
1932: Sherrington, Adrian · 
1933: Morgan · 
1934: Whipple, Minot, Murphy · 
1935: Spemann · 
1936: Dale, Loewi · 
1937: Szent-Györgyi · 
1938: Heymans · 
1939: Domagk · 
1943: Dam, Doisy · 
1944: Erlanger, Gasser · 
1945: Fleming, Chain, Florey · 
1946: Muller · 
1947: C. Cori, G. Cori, Houssay · 
1948: Müller · 
1949: Hess, Moniz · 
1950: Kendall, Reichstein, Hench · 
1951: Theiler · 
1952: Waksman · 
1953: Krebs,Lipmann ·
1954: Enders, Weller, Robbins · 
1955: Theorell · 
1956: Cournand, Forssmann, Richards · 
1957: Bovet · 
1958: Beadle, Tatum, Lederberg · 
1959: Ochoa, Kornberg · 
1960: Burnet, Medawar · 
1961: Békésy · 
1962: Crick, Watson, Wilkins · 
1963: Eccles, Hodgkin, Huxley · 
1964: Bloch, Lynen · 
1965: Jacob, Lwoff, Monod · 
1966: Rous, Huggins · 
1967: Granit, Hartline, Wald · 
1968: Holley, Khorana, Nirenberg · 
1969: Delbrück, Hershey, Luria · 
1970: Katz, Euler, Axelrod · 
1971: Sutherland · 
1972: Edelman, Porter · 
1973: Frisch, Lorenz, Tinbergen · 
1974: Claude, De Duve, Palade · 
1975: Baltimore, Dulbecco, Temin ·
1976: Blumberg, Gajdusek · 
1977: Guillemin, Schally, Yalow · 
1978: Arber, Nathans, Smith · 
1979: Cormack, Hounsfield · 
1980: Benacerraf, Dausset, Snell · 
1981: Sperry, Hubel, Wiesel · 
1982: Bergström, Samuelsson, Vane · 
1983: McClintock · 
1984: Jerne, Köhler, Milstein · 
1985: Brown, Goldstein · 
1986: Cohen, Levi-Montalcini · 
1987: Tonegawa · 
1988: Black, Elion, Hitchings · 
1989: Bishop, Varmus · 
1990: Murray, Thomas · 
1991: Neher, Sakmann · 
1992: Fischer, Krebs · 
1993: Roberts, Sharp · 
1994: Gilman, Rodbell · 
1995: Lewis, Nüsslein-Volhard, Wieschaus · 
1996: Doherty, Zinkernagel · 
1997: Prusiner · 
1998: Furchgott, Ignarro, Murad · 
1999: Blobel · 
2000: Carlsson, Greengard, Kandel ·
2001: Hartwell, Hunt, Nurse · 
2002: Brenner, Horvitz, Sulston · 
2003: Lauterbur, Mansfield · 
2004: Axel, Buck · 
2005: Marshall, Warren ·
2006: Fire, Mello ·
2007: Capecchi, Smithies, Evans ·
2008: Zur Hausen, Barré–Sinoussi, Montagnier ·
2009: Blackburn, Greider, Szostak ·
2010: Edwards ·
2011: Beutler, Hoffmann, Steinman ·
2012: Gurdon, Yamanaka ·
2013: Rothman, Schekman, Südhof ·
2014: O'Keefe, Moser, Moser ·
2015: Campbell, Omura, Tu ·
2016: Osumi ·
2017: Hall, Rosbash, Young ·
2018: Allison, Honjo ·
2019: Kaelin, Ratcliffe, Semenza ·
2020: Alter, Houghton, Rice ·
2021: Julius, Patapoutian ·
2022: Pääbo ·
2023: Karikó, Weissman ·
2024: Ambros, Ruvkun